# Jyotiprasad as a Film Maker (livro)
Jyotiprasad as a Film Maker é um livro sobre o cieneasta indiano Jyoti Prasad Agarwala, de autoria de Apurba Sarma e publicado por Rajib Baruah da Adi Publication em nome do Gauhati Cine Club . O livro foi lançando em 17 de junho de 2005 por ocasião do Xilpi Divas, aniversário do cineasta.   O livro aborda os conceitos e ideias de Jyotiprasad no cinema, retratando a cena cinematográfica nacional e internacional de seu tempo. 